# Équipe de Padanie de football
L'équipe de Padanie de football est une sélection de joueurs professionnels de l'Italie du Nord organisée par la Lega Federale Calcio Padania fondée en 1998, une association promouvant l'idée d'une région institutionnelle géographique d'Italie dans la Vallée du Pô.
Elle est depuis 2013 membre de la Confédération des associations de football indépendantes. À ce titre, elle participe à ses compétitions internationales. Elle fut membre de la NF-Board de 2003 à 2013. Elle participe à la Viva World Cup et la remporte à trois reprises : en 2008, en 2009 et en 2010.

## Histoire

### Début en 1998/2000 et retour en 2007
La première sélection de Padanie est mené par Leopold Siegel de 1998 à l'an 2000 sous la présidence de Marco Camerotto. La Padanie y fera dix rencontres amicaux qui se solderont par 3 victoires, 4 nuls et 3 défaites.
En 2007, Renzo Bossi (it) fait renaître la sélection en prenant également la tête de la Padanie jusqu’en 2012, il est le fils du politique italien Umberto Bossi. Après plusieurs années d'absence, le 7 mai 2008, la Padanie affronte la sélection du Tibet devant 1000 spectateurs. La Padanie dominera et battra le Tibet avec un résultat de 13-2,,.

### Première génération dorée
Champion de la VIVA World Cup 2008
Le 8 juillet 2008, la Padanie affronte la Provence pour son premier match dans la compétition, elle débute par une victoire 6 buts à 1. Le 10 juillet, la Padanie rencontre le Kurdistan, terminant une seconde victoire 2 buts 1. Le 11 juillet, la Padanie affronte la Laponie est remporte le match 2 buts à 0,. Le 12 juillet, la Padanie remporte son avant dernier match 4 buts à 1.Le 13 juillet 2008, à Gällivare en Suède, la Padanie remporte la VIVA World Cup 2008 en battant en finale l'équipe des Araméens, 2-0. Les deux buts inscrits sont de Alberto Colombo à la 9e et de Giordan Ligarotti à la 14e,,.
Champion de la VIVA World Cup 2009
La Padanie accueille dans le nord de Italie, la troisième VIVA World Cup. Le 22 juin 2009, la Padanie remporte sa première rencontre face à l'Occitanie 1 à 0. Le 24 juin 2009, la Padanie affronte et bat le Kurdistan 2 buts à 1. Le 25 juin, la Padanie domine pendant sa troisième rencontre la Laponie avec un score de 4 buts à 0. Le 27 juin 2009, à Vérone en Italie, la Padanie remporte la VIVA World Cup 2009 en battant en finale le Kurdistan 2-0. Les deux buts inscrits ont été marqués à la 73e par Andrea D'Alessandro et à la 74e par Andrea Casse,,.
Champion de la VIVA World Cup 2010
La Padanie participe à sa troisième VIVA World Cup à Malte. Le 31 mai 2010, la Padanie affronte l’hôte du tournoi Gozo, la Padanie remporte le match 2 buts à 1. Le 1er juin 2010, la Padanie remporte sa deuxième rencontre face à l'Occitanie 1 à 0. Le 4 juin 2010, la Padanie remporte son avant dernier match face à la sélection des Deux-Siciles 2 buts à 0. Le 5 juin 2010,	dans la de Ix-Xewkija à Malte, la Padanie remporte la VIVA World Cup 2010 en battant en finale le Kurdistant (1-0), grâce à l'unique but de la rencontre de Luca Mosti à la 24e minutes. La Padanie remporte sa 3e VIVA World Cup. La sélection de Padanie féminine remporte la VIVA Women's World Cup en battant Gozo au match aller 4-0 et au match retour 3-0,.

### Au sein de la ConIFA depuis 2014, une seconde génération dorée
5e place à la Coupe du monde de football ConIFA 2014
Le 1er juin 2014, pour son premier match au sein de la ConIFA, la Padanie écrase la sélection du Darfour 20 buts à 0. Le 3 juin 2014, la Padanie affronte l'Ossétie du Sud et remporte la rencontre 3 buts à 1. Le 4 juin 2014, elle affronte le Comté de Nice en quart de finale, elle perd sa rencontre 1 à 2, la dernière défaite de la Padanie remonte au 4 juillet 1999 contre l'Arpitanie. La Padanie terminera le tournoi lors des matchs de classement, elle affronte le 5 juin l'Abkhazie, la rencontre se termine par une séance de tirs au but en faveur de la Padanie 3-3 (4-2). Le 7 juin 2014, la Padanie rencontre le Kurdistan, la rencontre se termine par une séance de tirs au but en faveur de la Padanie 1-1 (4-3).
Vainqueur de la Coupe d'Europe de football Conifa 2015
Le 17 juin 2015, la Padanie rencontre les Roms comme premier match, la Padanie remporte le match 3 buts à 2. Le 19 juin 2015, la Padanie affronte et bat l'Île de Man 1 but à 0. Le 20 juin 2015, la Padanie affronte et gagne face à la Haute-Hongrie 5 buts à 0. Le 21 juin 2015, au Stade d'Oláh Gábor utca dans la ville de Debrecen en Hongrie. La Padanie affronte le Comté de Nice en finale de la Coupe d'Europe de football Conifa 2015. La Padanie remporte le tournoi après avoir battu le Comté de Nice 4-1,.
4e place à la Coupe du monde de football ConIFA 2016
Le 29 mai 2016, la Padanie affronte Chypre du Nord en Abkhazie, la Padanie perd sa première rencontre 1 à 2. Le 29 mai 2016, la Padanie rencontre et domine la Rhétie, victoire 6 buts à 0. Le 2 juin 2016, la Padanie rencontre en quart de finale le Kurdistan, la rencontre se termine par une séance de tirs au but en faveur de la Padanie 2-2 (7-6). Le 4 juin 2016, la Padanie perd la demi finale face à la sélection du Pendjab 0-1. Le 5 juin 2016, la Padanie affronte pour la troisième place Chypre du Nord, la Padanie termine à la quatrième place perdant sur un score de 0 à 2.
Vainqueur de la Coupe d'Europe de football Conifa 2017
Le 5 juin 2017, la Padanie rencontre l'Île de Man, remporte son premier match 1 à 0, grâce à un but de Andrea Rota. Le 6 juin 2017, la Padanie affronte le Pays sicule, la rencontre se termine sur un nul 1 à 1. Le 7 juin 2017, la Padanie remmporte son dernier match de groupe face à la Haute-Hongrie 2 buts à 0. Le 9 juin 2016, la Padanie rencontre en demi finale l'Abkhazie, la rencontre se termine par une séance de tirs au but en faveur de la Padanie 0-0 (6-5). Le 10 juin 2017, au Stade Atatürk de Nicosie à Chypre du Nord. La Padanie affronter en finale l’hôte du tournoi. La Padanie remporte son deuxième titre de champion de la Coupe d'Europe de football Conifa 2017, en battant la sélection de Chypre du Nord aux tirs au but, 1-1 (4-2),.
3e place à la Coupe du monde de football ConIFA 2018
Le 31 mai 2018, en Angleterre, la Padanie remporte et domine sa première rencontre face à Matabeleland 6 buts à 1. Le 2 juin 2018, la Padanie remporte et écrase la sélection des Tuvalu sur un score de 8 buts à 0. le 3 juin 2018, lors de son dernier match de groupe la Padanie remporte sa rencontre face au Pays sicule 3 buts à 1. Le 5 juin 2018, elle affronte le Pendjab en quart de finale, la Padanie gagne 2 buts à 0. Le 7 juin 2018, la Padanie perd en demi finale face à Chypre du Nord 2 à 3. Le 9 juin 2018, la Padanie rencontre le Pays sicule pour la troisième place, la rencontre se termine par une séance de tirs au but en faveur de la Padanie 0-0 (5-4). La Padanie remporte la troisième place de la Coupe monde de football ConIFA 2018.
6e place à la Coupe d'Europe de football Conifa 2019
Le 2 juin 2019, au Haut-Karabagh, la Padanie remporte et domine le Pays sicule 4 buts à 0, devant 2200 spectateurs. Le 3 juin 2019, la Padanie perd sa seconde rencontre face à l'Ossétie du Sud 1 à 2, devant 5000 spectateurs. Le 4 juin 2019, la Padanie rencontre l'Arménie occidentale, le match se termine sur un nul 1 à 1 devant 6000 personnes. Pour la première fois la Padanie ne termine pas dans le dernier carré. Le 6 juin 2019, la Padanie rencontre et domine la Laponie lors des matchs de classement, victoire 4 buts à 0 devant 2300 personnes. Le 8 juin 2019, la Padanie rencontre l'hôte du tournoi, perdant face au Haut-Karabagh 0-2 devant 4400 spectateurs. La Padanie termine ainsi à la sixième place de la Coupe d'Europe de football Conifa 2019.
Coupe d'Europe de football Conifa 2021
La Padanie participe à sa 4e Coupe d'Europe de football ConIFA, qui aura lieu du 3 au 12 juin 2022 à Nice en France. La Padanie rencontrera dans le groupe D, l'Arménie occidentale et la Chamerie.

## Résultats de l'équipe de Padanie

### Palmarès
Palmarès de l'équipe de Padanie de football en compétitions officielles
| Compétitions mondiales | Compétitions continentales                                      | Autres compétitions                                                             |
| --- | --------------------------------------------------------------- | ------------------------------------------------------------------------------- |
| - Coupe du monde de football ConIFA - Troisième en 2018 - Quatrième en 2016 - VIVA World Cup - Vainqueur en 2008, 2009 et 2010 | - Coupe d'Europe de football ConIFA - Vainqueur en 2015 et 2017 | - Tournoi de charité - Finaliste en 2009 - Trophée Insubria - Vainqueur en 2025 |

### Parcours dans les compétitions internationales
| Année | Position         | Match            | Victoire         | Nul              | Défaite          | but marqué       | but encaissé     |
| ----- | ---------------- | ---------------- | ---------------- | ---------------- | ---------------- | ---------------- | ---------------- |
| 2006  | Ne participe pas | Ne participe pas | Ne participe pas | Ne participe pas | Ne participe pas | Ne participe pas | Ne participe pas |
| 2008  | 1er              | 5                | 5                | 0                | 0                | 16               | 3                |
| 2009  | 1er              | 4                | 3                | 0                | 1                | 9                | 1                |
| 2010  | 1er              | 4                | 4                | 0                | 0                | 6                | 1                |
| 2012  | Ne participe pas | Ne participe pas | Ne participe pas | Ne participe pas | Ne participe pas | Ne participe pas | Ne participe pas |

| Année | Position                                                  | Match                                                     | Victoire                                                  | Nul                                                       | Défaite                                                   | but marqué                                                | but encaissé                                              |                                                           |
| ----- | --------------------------------------------------------- | --------------------------------------------------------- | --------------------------------------------------------- | --------------------------------------------------------- | --------------------------------------------------------- | --------------------------------------------------------- | --------------------------------------------------------- | --------------------------------------------------------- |
| 2014  | 5e                                                        | 5                                                         | 2                                                         | 2                                                         | 1                                                         | 28                                                        | 7                                                         |                                                           |
| 2016  | 4e                                                        | 5                                                         | 1                                                         | 1                                                         | 3                                                         | 9                                                         | 6                                                         |                                                           |
| 2018  | 3e                                                        | 6                                                         | 4                                                         | 1                                                         | 1                                                         | 21                                                        | 5                                                         |                                                           |
| 2020  | Annulée en raison de la pandémie de maladie à coronavirus | Annulée en raison de la pandémie de maladie à coronavirus | Annulée en raison de la pandémie de maladie à coronavirus | Annulée en raison de la pandémie de maladie à coronavirus | Annulée en raison de la pandémie de maladie à coronavirus | Annulée en raison de la pandémie de maladie à coronavirus | Annulée en raison de la pandémie de maladie à coronavirus | Annulée en raison de la pandémie de maladie à coronavirus |
| 2022  | -                                                         | -                                                         | -                                                         | -                                                         | -                                                         | -                                                         | -                                                         |                                                           |

| Année | Position | Match | Victoire | Nul | Défaite | but marqué | but encaissé |
| ----- | -------- | ----- | -------- | --- | ------- | ---------- | ------------ |
| 2009  | 2e       | 2     | 0        | 2   | 0       | 0          | 0            |

| Année | Position | Match | Victoire | Nul | Défaite | but marqué | but encaissé |
| ----- | -------- | ----- | -------- | --- | ------- | ---------- | ------------ |
| 2025  | 1er      | 1     | 1        | 0   | 0       | 5          | 0            |

| Année | Position | Match | Victoire | Nul | Défaite | but marqué | but encaissé |
| ----- | -------- | ----- | -------- | --- | ------- | ---------- | ------------ |
| 2015, | 1er      | 4     | 4        | 0   | 0       | 13         | 4            |
| 2017  | 1er      | 5     | 2        | 3   | 0       | 5          | 2            |
| 2019  | 6e       | 5     | 2        | 1   | 2       | 10         | 5            |
| 2021  | -        | -     | -        | -   | -       | -          | -            |
| 2023  | -        | -     | -        | -   | -       | -          | -            |

### Distinctions individuelles
Meilleurs buteurs de la VIVA World Cup 2008 Stefano Salandra et Giordan Ligarotti.

## Matches internationaux
Le tableau suivant liste les rencontres de l'Équipe de Padanie de football.

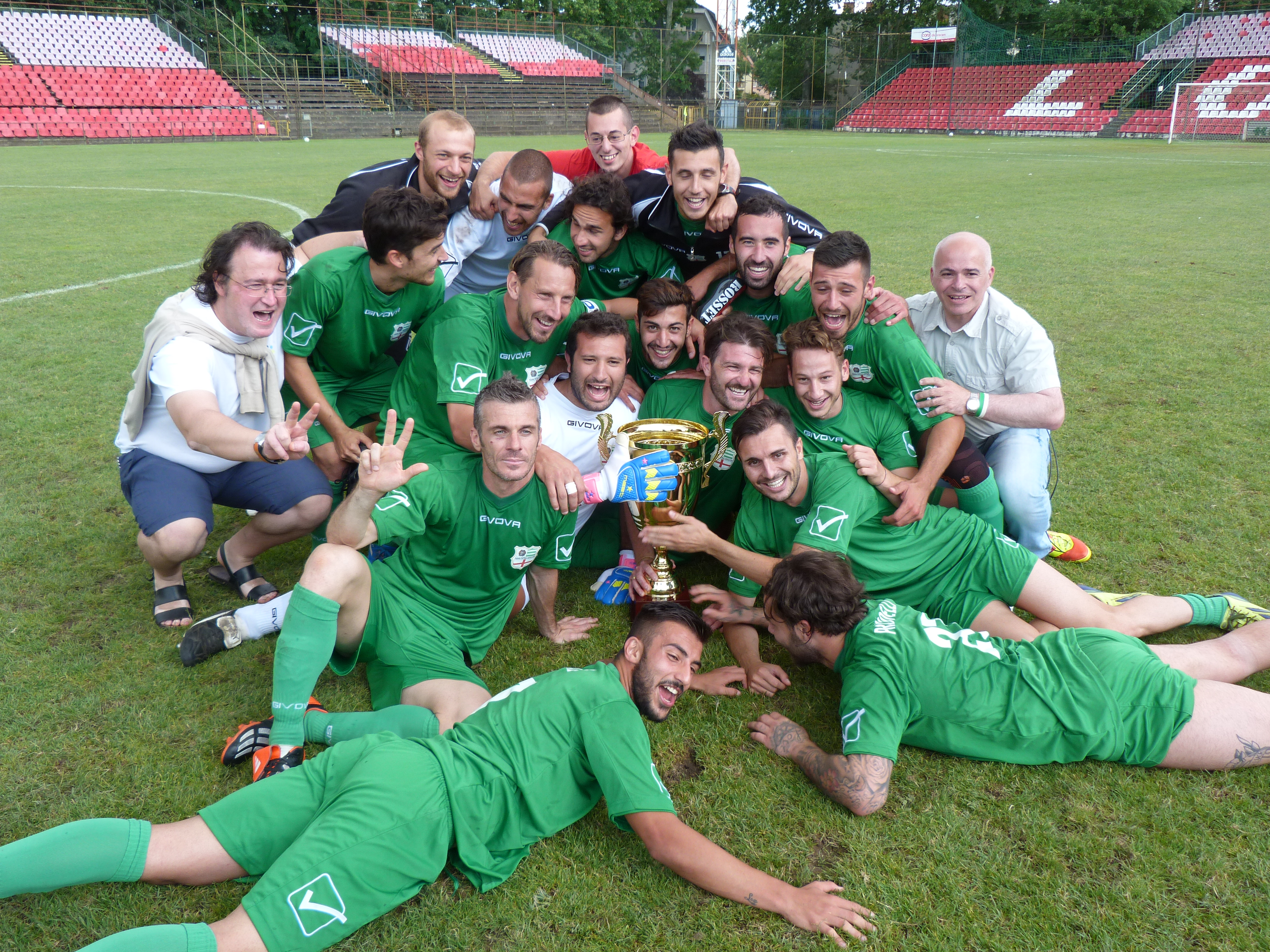
L'équipe avec le trophée de la Coupe d'Europe Conifa 2015.

| No | Date            | Lieu                                                 | Padanie | Adversaire                    | Score       | Compétition                            | Buteur(s) pour la Padanie | Buteur(s) pour l'adversaire                          | Rapport      |
| -- | --------------- | ---------------------------------------------------- | ------- | ----------------------------- | ----------- | -------------------------------------- | --- | ---------------------------------------------------- | ------------ |
| 1  | 1er mars 1998   | Bénévent, Province de Bénévent, Italie               | Padanie | Ausonia                       | P 0-2       | A.                                     | |                                                      | [ (Rapport)] |
| 2  | 22 mars 1998    | Varèse, Province de Varèse, Italie                   | Padanie | Ausonia                       | V 3-0       | A.                                     | |                                                      | [ (Rapport)] |
| 3  | 13 avril 1998   | Broni, Province de Pavie, Italie                     | Padanie | Oltrepò pavese                | P 0-1       | A.                                     | |                                                      | [ (Rapport)] |
| 4  | 24 mai 1998     | Alassio, Province de Savone, Italie                  | Padanie | Côte d'Azur                   | V 4-1       | A.                                     | |                                                      | [ (Rapport)] |
| 5  | 7 juin 1998     | Marnaz, Haute-Savoie, France                         | Padanie | Savoie                        | N 3-3 (7-8) | A.                                     | |                                                      | [ (Rapport)] |
| 6  | 18 juillet 1998 | Bassano del Grappa, Province de Vicence, Italie      | Padanie | Tyrol du Sud                  | V 12-0      | A.                                     | |                                                      | [ (Rapport)] |
| 7  | 6 avril 1999    | Corte Franca, Province de Brescia, Italie            | Padanie | Franciacorta                  | N 3-3 (8-7) | A.                                     | |                                                      | [ (Rapport)] |
| 8  | 23 juin 1999    | Lecco, Province de Lecco, Italie                     | Padanie | Olimpija                      | N 0-0 (5-4) | A.                                     | |                                                      | [ (Rapport)] |
| 9  | 4 juillet 1999  | Saint-Pierre, Vallée d'Aoste, Italie                 | Padanie | Arpitanie                     | P 1-2       | A.                                     | |                                                      | [ (Rapport)] |
| 10 | 18 juin 2000    | Monza, Province de Monza et de la Brianza, Italie    | Padanie | Les Étoiles d'Angleterre      | N 1-1 (2-4) | A.                                     | |                                                      | [ (Rapport)] |
| 11 | 7 mai 2008      | Milan, Lombardie, Italie                             | Padanie | Tibet                         | V 13-2      | A.                                     | |                                                      | (Rapport)    |
| 12 | 7 mai 2008      | Mozzecane, Province de Vérone, Italie                | Padanie | Mozzecane                     | V 6-0       | A.                                     | |                                                      | [ (Rapport)] |
| 13 | 25 juin 2008    | Trévise, Province de Trévise, Italie                 | Padanie | NK Zagreb                     | V 2-1       | A.                                     | |                                                      | [ (Rapport)] |
| 14 | 8 juillet 2008  | Gällivare, Laponie, Suède                            | Padanie | Provence                      | V 6-1       | VIVA World Cup 2008                    | 7e Michele Cossato, 34e 45e Stefano Salandra, 36e 80e Giordan Ligarotti, 90e Giamcomo Ferrari | 23e Stephan Giordano                                 | (Rapport)    |
| 15 | 10 juillet 2008 | Gällivare, Laponie, Suède                            | Padanie | Kurdistan                     | V 2-1       | VIVA World Cup 2008                    | 9e Giuliano Gentilini, 26e Stefano Salandra | 41e Ali Aziz                                         | [ (Rapport)] |
| 16 | 11 juillet 2008 | Gällivare, Laponie, Suède                            | Padanie | Laponie                       | V 2-0       | VIVA World Cup 2008                    | 82e Michele Cossato, 85e Giordan Ligarotti |                                                      | (Rapport)    |
| 17 | 12 juillet 2008 | Gällivare, Laponie, Suède                            | Padanie | Araméens                      | V 4-1       | VIVA World Cup 2008                    | 18e Michele Cossato, 40e 90e Andrea D'Alessandro, 73e Stefano Salandra | 64e Menhal Muqdisi                                   | (Rapport)    |
| 18 | 13 juillet 2008 | Gällivare, Laponie, Suède                            | Padanie | Araméens                      | V 2-0       | VIVA World Cup 2008                    | 9e Alberto Colombo, 14e Giordan Ligarotti |                                                      | (Rapport)    |
| 19 | 29 avril 2009   | Darfo Boario Terme, Province de Brescia, Italie      | Padanie | Deux-Siciles                  | N 0-0 (3-1) | Tournoi de charité                     | |                                                      | [ (Rapport)] |
| 20 | 30 avril 2009   | Darfo Boario Terme, Province de Brescia, Italie      | Padanie | U.S. Darfo Boario S.S.D. (en) | N 0-0       | Tournoi de charité                     | |                                                      | [ (Rapport)] |
| 21 | 22 juin 2009    | Novare, Province de Novare, Italie                   | Padanie | Occitanie                     | V 1-0       | VIVA World Cup 2009                    | 83e Gianpietro Piovani |                                                      | (Rapport)    |
| 22 | 24 juin 2009    | Brescia, Province de Brescia, Italie                 | Padanie | Kurdistan                     | V 2-1       | VIVA World Cup 2009                    | 4e Emanuele Ferrari, 67e Maurizio Ganz | 62e Haider Qaraman                                   | (Rapport)    |
| 23 | 25 juin 2009    | Varèse, Province de Varèse, Italie                   | Padanie | Laponie                       | V 4-0       | VIVA World Cup 2009                    | 12e Emanuele Pedersoli, 38e Alessio Battaglino, 12e (csc) Ole Hætta, 38e Giordan Ligarotti |                                                      | (Rapport)    |
| 24 | 27 juin 2009    | Vérone, Province de Vérone, Italie                   | Padanie | Kurdistan                     | V 2-0       | VIVA World Cup 2009                    | 73e Andrea D'Alessandro, 74e Andrea Casse |                                                      | (Rapport)    |
| 25 | 11 mars 2010    | Rodengo-Saiano, Province de Brescia, Italie          | Padanie | Provence                      | V 1-0       | A.                                     | |                                                      | [ (Rapport)] |
| 26 | 31 mai 2010     | Ix-Xewkija, Gozo, Malte                              | Padanie | Gozo                          | V 2-1       | VIVA World Cup 2010                    | 7e Mauro Nannini, 82e Matteo Prandelli | 40e John Camilleri                                   | (Rapport)    |
| 27 | 1er juin 2010   | Ix-Xewkija, Gozo, Malte                              | Padanie | Occitanie                     | V 1-0       | VIVA World Cup 2010                    | 65e Simone Ghezzi |                                                      | (Rapport)    |
| 28 | 4 juin 2010     | Ix-Xewkija, Gozo, Malte                              | Padanie | Deux-Siciles                  | V 2-0       | VIVA World Cup 2010                    | 62e Mauro Nannini, 86e Maurizio Ganz |                                                      | (Rapport)    |
| 29 | 5 juin 2010     | Ix-Xewkija, Gozo, Malte                              | Padanie | Kurdistan                     | V 1-0       | VIVA World Cup 2010                    | 24e Luca Mosti |                                                      | (Rapport)    |
| 30 | 1er juin 2014   | Östersund, Jämtland, Suède                           | Padanie | Darfour                       | V 20-0      | Coupe du monde de football ConIFA 2014 | 2e 13e 24e Marco Garavelli, 4e 10e 27e 39e Giacomo Innocenti, 11e 26e Andrea Rota, 16e Mauro Nannini, 46e Luca Mosti, 48e 57e 81e 87e Matteo Prandelli, 50e 54e Enoch Barwuah, 62e 64e 69e Andrea Mussi |                                                      | (Rapport)    |
| 31 | 3 juin 2014     | Östersund, Jämtland, Suède                           | Padanie | Ossétie du sud                | V 3-1       | Coupe du monde de football ConIFA 2014 | 6e Giacomo Innocenti, 37e Andrea Mussi, 86e Enoch Barwuah | 46e Artur Yelbayev                                   | (Rapport)    |
| 32 | 4 juin 2014     | Östersund, Jämtland, Suède                           | Padanie | Comté de Nice                 | P 1-2       | Coupe du monde de football ConIFA 2014 | 45+1e Andrea Camussi | 8e Loïc Malatini, 85e Malik Tchokounte               | (Rapport)    |
| 33 | 5 juin 2014     | Östersund, Jämtland, Suède                           | Padanie | Abkhazie                      | N 3-3 (4-2) | Coupe du monde de football ConIFA 2014 | 41e Luca Mosti, 48e Enoch Barwuah, 90+1e Matteo Prandelli | 60e 62e Amal Vardania, 86e Dmitri Akhba              | [ (Rapport)] |
| 34 | 7 juin 2014     | Östersund, Jämtland, Suède                           | Padanie | Kurdistan                     | N 1-1 (4-3) | Coupe du monde de football ConIFA 2014 | |                                                      | [ (Rapport)] |
| 35 | 17 juin 2015    | Stade d'Oláh Gábor utca, Debrecen, Hongrie           | Padanie | Roms                          | V 3-2       | Coupe d'Europe de football Conifa 2015 | Tignonsini Stefano, Garavelli Marco, Rota Andrea | Horvath, Csoka                                       | (Rapport)    |
| 36 | 19 juin 2015    | Stade d'Oláh Gábor utca, Debrecen, Hongrie           | Padanie | Île de Man                    | V 1-0       | Coupe d'Europe de football Conifa 2015 | Prandelli Stefano |                                                      | (Rapport)    |
| 37 | 20 juin 2015    | Stade d'Oláh Gábor utca, Debrecen, Hongrie           | Padanie | Haute-Hongrie                 | V 5-0       | Coupe d'Europe de football Conifa 2015 | Prandelli Stefano, Mazzocca Alessandro, De Peralta Fabricio Porcel, Baruwah Enoch |                                                      | (Rapport)    |
| 38 | 21 juin 2015    | Stade d'Oláh Gábor utca, Debrecen, Hongrie           | Padanie | Comté de Nice                 | V 4-1       | Coupe d'Europe de football Conifa 2015 | Tignonsini Stefano, De Peralta Fabricio Porcel, Prandelli Stefano | Delerue                                              | (Rapport)    |
| 39 | 17 mai 2016     | Milan, Lombardie, Italie                             | Padanie | Roms                          | V 2-0       | A.                                     | 35e zuccata di Rota, 55e Adrian Atomei |                                                      | (Rapport)    |
| 40 | 29 mai 2016     | Gagra, Abkhazie                                      | Padanie | Chypre du Nord                | P 1-2       | Coupe du monde de football ConIFA 2016 | 48e Matteo Prandelli | 62e Ünal Kaya, 67e Halil Turan                       | (Rapport)    |
| 41 | 29 mai 2016     | Gagra, Abkhazie                                      | Padanie | Rhétie                        | V 6-0       | Coupe du monde de football ConIFA 2016 | 23e 35e 54e 61e Matteo Prandelli, 21e Nicolo Mercorillo, 80e Andrea Rota |                                                      | (Rapport)    |
| 42 | 2 juin 2016     | Soukhoumi, Abkhazie                                  | Padanie | Kurdistan                     | N 2-2 (7-6) | Coupe du monde de football ConIFA 2016 | 13e Luca Ferri, 71e Marco Garavelli | 22e (csc) Matteo Prandelli, 25e Jassim Mohammed Haji | (Rapport)    |
| 43 | 4 juin 2016     | Soukhoumi, Abkhazie                                  | Padanie | Pendjab                       | P 0-1       | Coupe du monde de football ConIFA 2016 | | 76e Omar Rio Riaz                                    | (Rapport)    |
| 44 | 5 juin 2016     | Soukhoumi, Abkhazie                                  | Padanie | Chypre du Nord                | P 0-2       | Coupe du monde de football ConIFA 2016 | | 50e Halil Turan, 79e Tansel Ekingen                  | (Rapport)    |
| 45 | 5 juin 2017     | Stade Zafer de Morphou, Chypre du Nord               | Padanie | Île de Man                    | V 1-0       | Coupe d'Europe de football Conifa 2017 | 70e Andrea Rota |                                                      | (Rapport)    |
| 46 | 6 juin 2017     | Stade Dr. Fazil Kucuk, Famagouste, Chypre du Nord    | Padanie | Pays sicule                   | N 1-1       | Coupe d'Europe de football Conifa 2017 | 8e Andrea Rota | 81e Laszlo Szocs                                     | (Rapport)    |
| 47 | 7 juin 2017     | Stade Atatürk de Nicosie, Chypre du Nord             | Padanie | Haute-Hongrie                 | V 2-0       | Coupe d'Europe de football Conifa 2017 | 62e Andrea Rota, 90e Rosset William |                                                      | (Rapport)    |
| 48 | 9 juin 2017     | Stade Atatürk de Nicosie, Chypre du Nord             | Padanie | Abkhazie                      | N 0-0 (6-5) | Coupe d'Europe de football Conifa 2017 | |                                                      | (Rapport)    |
| 49 | 10 juin 2017    | Stade Atatürk de Nicosie, Chypre du Nord             | Padanie | Chypre du Nord                | N 1-1 (4-2) | Coupe d'Europe de football Conifa 2017 | 25e Ersid Pllumbaj | 52e Halil Turan                                      | (Rapport)    |
| 50 | 31 mai 2018     | Gander Green Lane (en), Sutton (Londres), Angleterre | Padanie | Matabeleland                  | V 6-1       | Coupe du monde de football ConIFA 2018 | 10e 47e Giacomo Innocenti, 39e 42e Gabriele Piantoni, 60e Guilo Valente, 61e Andrea Rota | 78e Thabiso Ndlela                                   | (Rapport)    |
| 51 | 2 juin 2018     | Coles Park, Tottenham, Angleterre                    | Padanie | Tuvalu                        | V 8-0       | Coupe du monde de football ConIFA 2018 | 8e 12e 38e Federico Corno, 17e Riccardo Ravasi, 32e 44e 89e Guilo Valente, 72e William Rosset |                                                      | (Rapport)    |
| 52 | 3 juin 2018     | Bedfont Recreation Ground, Bedfont, Angleterre       | Padanie | Pays sicule                   | V 3-1       | Coupe du monde de football ConIFA 2018 | 19e Gianluca Rolandone, 27e Giacomo Innocenti, 45e Ersid Pllumbaj | 90e László Szocs                                     | (Rapport)    |
| 53 | 5 juin 2018     | Large Lane, Bracknell, Angleterre                    | Padanie | Pendjab                       | V 2-0       | Coupe du monde de football ConIFA 2018 | 59e Giacomo Innocenti, 90e Nicolò Pavan |                                                      | (Rapport)    |
| 54 | 7 juin 2018     | Colston Avenue, Carshalton, Angleterre               | Padanie | Chypre du Nord                | P 2-3       | Coupe du monde de football ConIFA 2018 | 30e Riccardo Ravasi, 47e Giacomo Innocenti | 36e 84e Billy Mehmet, 80e Halil Turan                | (Rapport)    |
| 55 | 9 juin 2018     | Queen Elizabeth II Stadium, Enfield Town, Angleterre | Padanie | Pays sicule                   | N 0-0 (5-4) | Coupe du monde de football ConIFA 2018 | |                                                      | (Rapport)    |
| 56 | 27 mai 2019     | Stade Grumello del Monte, Grumello del Monte, Italie | Padanie | USD Grumellese                | V 3-0       | A.                                     | Marco Taino, Federico Corno, Riccardo Ravasi |                                                      | (Rapport)    |
| 57 | 2 juin 2019     | Martakert Haut-Karabagh                              | Padanie | Pays sicule                   | V 4-0       | Coupe d'Europe de football Conifa 2019 | 7e Stefano Tignonsini, 53e 78e Federico Corno, 61e Andrea Rota |                                                      | (Rapport)    |
| 58 | 3 juin 2019     | Stepanakert Haut-Karabagh                            | Padanie | Ossétie du sud                | P 1-2       | Coupe d'Europe de football Conifa 2019 | 89e Riccardo Ravasi | 55e Batraz Gurtsiyev, 80e Ibragim Bazaev             | (Rapport)    |
| 59 | 4 juin 2019     | Stepanakert Haut-Karabagh                            | Padanie | Arménie occidentale           | N 1-1       | Coupe d'Europe de football Conifa 2019 | 69e Niccolo Colombo | 67e Artur Yedigaryan                                 | (Rapport)    |
| 60 | 6 juin 2019     | Martakert Haut-Karabagh                              | Padanie | Laponie                       | V 4-0       | Coupe d'Europe de football Conifa 2019 | 4e Niccolò Colombo, 45e 73e Federico Corno, 46e (pen.) Riccardo Ravasi |                                                      | (Rapport)    |
| 61 | 8 juin 2019     | Stepanakert Haut-Karabagh                            | Padanie | Haut-Karabagh                 | P 0-2       | Coupe d'Europe de football Conifa 2019 | | 58e Arsen Sargsyan · 90+6e Dmitry Malyaka            | (Rapport)    |
| 62 | 30 juin 2025    | Verano Brianz, Italie                                | Padanie | Canton du Tessin              | V 5-0       | Trophée Insubria                       | 21e M Sonzogni, 59e 64e 77e M Montalbano, 62e Niccolò Colombo |                                                      | [ (Rapport)] |

| Score : - V = Match gagné - N = Match nul - P = Match perdu | Compétition : - A. = Match amical - C. = Compétition |

### Équipes rencontrées
| Adversaire               | Joués | Victoires | Matchs nuls | Défaites | Buts pour | Buts contre |
| ------------------------ | ----- | --------- | ----------- | -------- | --------- | ----------- |
| Kurdistan                | 6     | 4         | 2           | 0        | 10        | 5           |
| Chypre du Nord           | 4     | 0         | 1           | 3        | 4         | 8           |
| Pays sicule              | 4     | 3         | 1           | 0        | 8         | 1           |
| Laponie                  | 3     | 3         | 0           | 0        | 10        | 0           |
| Roms                     | 2     | 2         | 0           | 0        | 5         | 2           |
| \| Araméens              | 2     | 2         | 0           | 0        | 6         | 1           |
| Occitanie                | 2     | 2         | 0           | 0        | 2         | 0           |
| Provence                 | 2     | 2         | 0           | 0        | 7         | 1           |
| Comté de Nice            | 2     | 1         | 0           | 1        | 5         | 3           |
| Deux-Siciles             | 2     | 1         | 1           | 0        | 2         | 0           |
| Île de Man               | 2     | 2         | 0           | 0        | 2         | 0           |
| Abkhazie                 | 2     | 0         | 2           | 0        | 3         | 3           |
| Haute-Hongrie            | 2     | 2         | 0           | 0        | 7         | 0           |
| Pendjab                  | 2     | 1         | 0           | 1        | 2         | 1           |
| Ossétie du Sud           | 2     | 1         | 0           | 1        | 4         | 3           |
| Arménie occidentale      | 1     | 0         | 1           | 0        | 1         | 1           |
| Canton du Tessin         | 1     | 1         | 0           | 0        | 5         | 0           |
| Tuvalu                   | 1     | 1         | 0           | 0        | 8         | 0           |
| Tibet                    | 1     | 1         | 0           | 0        | 13        | 2           |
| Haut-Karabagh            | 1     | 0         | 0           | 1        | 0         | 2           |
| Gozo                     | 1     | 1         | 0           | 0        | 2         | 1           |
| Darfour                  | 1     | 1         | 0           | 0        | 20        | 0           |
| Raetie                   | 1     | 1         | 0           | 0        | 6         | 0           |
| Matabeleland             | 1     | 1         | 0           | 0        | 6         | 1           |
| Ausonia                  | 2     | 1         | 0           | 1        | 3         | 2           |
| Côte d'Azur              | 1     | 1         | 0           | 0        | 4         | 1           |
| Savoie                   | 1     | 0         | 1           | 0        | 3         | 3           |
| Tyrol du Sud             | 1     | 1         | 0           | 0        | 12        | 0           |
| US Darfo Boario SSD      | 1     | 0         | 1           | 0        | 1         | 0           |
| NK Zagreb                | 1     | 1         | 0           | 0        | 2         | 1           |
| Mozzecane                | 1     | 1         | 0           | 0        | 6         | 0           |
| Oltrepò pavese           | 1     | 0         | 0           | 1        | 0         | 1           |
| Franciacorta             | 1     | 0         | 1           | 0        | 3         | 3           |
| Olimpija                 | 1     | 0         | 1           | 0        | 0         | 0           |
| Arpitanie                | 1     | 0         | 0           | 1        | 1         | 2           |
| Les Étoiles d'Angleterre | 1     | 0         | 1           | 0        | 1         | 1           |
| USD Grumellese           | 1     | 1         | 0           | 0        | 3         | 0           |
| Total                    | 62    | 38        | 14          | 10       | 188       | 54          |

## Meilleurs buteurs
| Rang | Joueur            | Buts | Sél. | Première sélection | Dernière sélection |
| ---- | ----------------- | ---- | ---- | ------------------ | ------------------ |
| 1    | Matteo Prandelli  | 10   | 19   | 2010               | 2016               |
| -    | Andrea Rota       | 7    | 24   | 2014               | 2019               |
| 2    | Marco Garavelli   | 5    | 14   | 2014               | 2016               |
| -    | Giordan Ligarotti | 5    | 14   | 2008               | 2009               |
| -    | Giacomo Innocenti | 5    | 14   | 2014               | 2016               |
| -    | Enoch Baruwah     | 5    | 14   | 2014               | 2016               |
| 3    | Stefano Salandra  | 4    | 8    | 2008               | 2008               |
| -    | Andrea Mussi      | 4    | 14   | 2014               | 2016               |
| -    | Federico Corno    | 4    | 5    | 2014               | 2016               |
| 4    | Michele Cossato   | 3    | 8    | 2008               | 2008               |
| -    | Mauro Nannini     | 3    | 10   | 2010               | 2014               |
| -    | De Peralta        | 3    | 5    | 2016               | 2016               |

## Personnalités de la sélection

### Effectif
| Padanie 2008                           | Padanie 2008               |
| Club                                   | Nom                        |
| -------------------------------------- | -------------------------- |
| Gardien                                |                            |
| U.S. Inveruno (en)                     | Carlo Colombo Lorenzo      |
| AC Rodengo Saiano                      | Mattia Pedersoli           |
| Défenseur                              |                            |
| U.S.D. Caravaggio (en)                 | Edoardo Brivio             |
| Polisportiva Val di Sangro             | Paolo Cresta Lorenzo       |
| AC Rodengo Saiano                      | Stefano Tignonsini         |
| L. R. Vicence Virtus                   | Pietro Bulleri             |
| ACD Treviso                            | Alessandro Dal Canto       |
| SSD Villorba                           | Silvio Toniolo             |
| FC Caravate                            | Roberto Bossi              |
| Milieu de terrain                      |                            |
| Sottomarina FBC                        | Alberto Colombo            |
| Ortonovo FC                            | Massimiliano Caldi         |
| Football Club Dilettanti Rhodense (it) | Davide Casati              |
| Associazione Calcio Este (it)          | Giordan Ligarotti          |
| F.C. Verbano Calcio (en)               | Damiano Micheli            |
| ACD Treviso                            | Massimiliano Scaglia       |
| AC Bra                                 | Massimo Gentilini Giuliano |
| Sans club                              | Mirko Rizzi Michele        |
| Attaquant                              |                            |
| AC Chievo Verona                       | Federico Cossato           |
| AS Domegliara                          | Michele Cossato            |
| U.S.D. Caravaggio (en)                 | Giacomo Ferrari            |
| U.S.C. Colognese (en)                  | Stefano Salandra           |
| A.C.D. Rivoli (en)                     | Andrea D'Alessandro        |
| Staff                                  | Nom                        |
| Sélectionneur/Président                | Renzo Bossi (it)           |
| Docteur                                | Pietro Vielo               |
| Physiothérapie                         | Gianfranco Testa           |
| Magasinier                             | Massimo Garavaglia         |
| Média                                  | Andrea De Luca             |
| Officier de liaison                    | Lazzerini Denchi Leonetto  |
| Officier de liaison                    | Siegel Leopoldo Michele    |

| Padanie 2009                                         | Padanie 2009           |
| Club                                                 | Nom                    |
| ---------------------------------------------------- | ---------------------- |
| Gardien                                              |                        |
| A.S.D. SolbiaSommese Calcio (en)                     | Andrea Bottani         |
| U.S. Inveruno (en)                                   | Lorenzo Colombo        |
| AC Martina                                           | Marco Murriero         |
| Défenseur                                            |                        |
| Polisportiva Val di Sangro                           | Lorenzo Cresta         |
| AC Rodengo Saiano                                    | Emanuele Pedersoli     |
| A.S.D. Albese Calcio (en)                            | Emanuele Ferrari       |
| Villorba calcio                                      | Silvio Toniolo         |
| Polisportiva Arzachena                               | Stefano Tignonsini     |
| Milieu de terrain                                    |                        |
| U.S.D. Lavagnese 1919 (en)                           | Massimiliano Berardini |
| U.S.O. Calcio (en)                                   | Giordan Ligarotti      |
| FC Casale ASD                                        | Matteo Ravetto         |
| AC Renate                                            | Alessio Battaglino     |
| AC Fanfulla 1874                                     | Giuliano Gentilini     |
| F.C. Verbano Calcio (en)                             | Damiano Micheli        |
| Unione Sportiva Dilettantistica Mariano Calcio (it)  | Daniele Galimberti     |
| AC Crevalcore                                        | Luca Mosti             |
| Attaquant                                            |                        |
| Sans club                                            | Maurizio Ganz          |
| AC Borgomanero                                       | Andrea Casse           |
| U.S.O. Calcio (en)                                   | Giacomo Ferrari        |
| Unione Sportiva Dilettantistica Rivarolese 1919 (it) | Andrea d'Alessandro    |
| Nuova Verolese Calcio A.S.D. (en)                    | Giampietro Piovani     |
| AC Ponte San Pietro-Isola                            | Paolo Zirafa           |
| Staff                                                | Nom                    |
| Sélectionneur                                        | Leopoldo Siegel        |
| Président                                            | Renzo Bossi (it)       |

| Padanie 2014                      | Padanie 2014         |
| Club                              | Nom                  |
| --------------------------------- | -------------------- |
| Gardien                           |                      |
|                                   | Perdersoli Mattia    |
| AC Ravecchia                      | Grittini Riccardo    |
| Défenseur                         |                      |
| Sans club                         | Murante Stefano      |
| Calcio Lecco 1912                 | Tignosini Stefano    |
|                                   | Stati Micael         |
| A.P.D. Tortona Villalvernia (en)  | Camussi Andrea       |
| A.S.D. Pro Settimo & Eureka (en)  | Grancitelli Claudio  |
| SC Caronnèse                      | Rudi Roberto         |
| Milieu de terrain                 |                      |
| ACF Fiorentina Youth Sector (en)  | Mosti Luca           |
| U.S. Folgore Caratese A.S.D. (en) | Rota Andrea          |
| G.S.D. RapalloBogliasco (en)      | Longhi Matteo        |
| SV Heimstetten (en)               | Fiorentini Marcello  |
| AS Martina Franca 1947            | Belleri d'Alessandro |
|                                   | Garavelli Marco      |
| Attaquant                         |                      |
| Asti Calcio FC                    | Nannimi Mauro        |
| Acqui 1911                        | Innocenti Giacomo    |
| U.S.D. FiesoleCaldine (en)        | Mussi Andrea         |
| AC Vallecamonica                  | Barwuah Enoch        |
| Staff                             | Nom                  |
| Sélectionneur                     | John Motta           |

| Padanie 2015            | Padanie 2015               |
| Club                    | Nom                        |
| ----------------------- | -------------------------- |
| Gardien                 |                            |
| Ravecchia AC            | Grittini Ricardo           |
| US Bustese 1963         | Dall'Omo Alessandro        |
| Défenseur               |                            |
| Lecco 1912              | Tignosini Stefano          |
| Pro Sesto               | Ferri Luca                 |
| Colline Alfieri DB      | Morabito Giuanniuca        |
| APD Tortona Villavernia | Camussi Andrea             |
| ADC Nicese 1922         | Stati Micael               |
| APD Tortona Villavernia | Magnè Danny                |
| Derthona FC             | Mazzocca Alessandro        |
| Milieu de terrain       |                            |
| US Bustese 1963         | Rota Andrea                |
| Atletico Podenzana      | Mosti Luca                 |
| Acqui Calcio 1911       | Pizzolla Antonio           |
| Borgosesia Calcio       | Garavelli Marco            |
| Virtus Mondovi          | Prandelli Matteo           |
| Attaquant               |                            |
| Olympia Colligiana      | Prandelli Matteo           |
| Casale FC               | Russo Gianluigi            |
| Sarnico FC              | Barwuah Enoch              |
| USD Casterllazo Calcio  | William Rosset             |
| US Folgore Caratese     | Valente Giulio             |
| AC BRA                  | De Paralte Fabricio Porcel |
| Staff                   | Nom                        |
| Sélectionneur           | Arturo Merlo               |

| Padanie 2017                     | Padanie 2017               |
| Club                             | Nom                        |
| -------------------------------- | -------------------------- |
| Gardien                          |                            |
| A.P.D. Tortona Villalvernia (en) | Marco Murriero             |
| UNC Greensboro Spartans (en)     | Riccardo Zarri             |
| Défenseur                        |                            |
| Vado FC 1913                     | Sebastiano Molinari        |
| SC Caronnese                     | Roberto Rudi               |
| Real Monterosi                   | Luca Ferri (it)            |
| Acqui 1911                       | Antonio Pizzolla           |
| AC Legnano                       | Andrea Azzolin             |
| U.S.D. Atletico Chiuduno         | Stefano Tignonsini         |
| Atletico Chiuduno Grumellese     | Nicolas Dossi              |
| FC Casale ASD                    | Marco Gravelli             |
|                                  | Danny Magnè                |
| Milieu de terrain                |                            |
| U.S. Fiorenzuola 1922 S.S. (en)  | Nicola Mazzotti            |
| U.S.D. Atletico Chiuduno         | Andrea Rota                |
| Derthona FBC 1908                | Gianluca Rolandone         |
| U.S. Darfo Boario S.S.D. (en)    | Alberto Forlani            |
| U.S. Darfo Boario S.S.D. (en)    | Leonardo Muchetti          |
| Seregno Football Club 1913       | Gabriele Piantoni          |
| Chisola Calcio ASD               | Fabricio Porcel de Peralta |
| Varèse Calcio                    | Carmine Marrazzo           |
| Attaquant                        |                            |
| Milano City F.C. (en)            | Ersid Pllumbaj             |
| USD Castellazzo Bormida          | William Rosset             |
| Staff                            | Nom                        |
| Sélectionneur                    | Arturo Merlo               |

| Padanie 2018                    | Padanie 2018              |
| Club                            | Nom                       |
| ------------------------------- | ------------------------- |
| Gardien                         |                           |
| Derthona Foot Ball Club 1908    | Marco Murriero (en)       |
| UNC Greensboro Spartans (en)    | Riccardo Zarri            |
| Défenseur                       |                           |
| GS Arconatese                   | Michele Bonfanti          |
| USD Grumellese Calcio           | Nicolas Dossi             |
| Valcalepio FC                   | Stefano Tignonsini        |
| Varèse Calcio                   | Roberto Rudi              |
| ASD Chieri Calcio 1955          | Nicolò Pavan              |
| A.C. Crema 1908 (en)            | Marius Stankevičius       |
| U.S.D. Caravaggio (en)          | Luca Ferri (en)           |
| U.S.D. Arquatese                | Danny Magnè               |
| Milieu de terrain               |                           |
| USD Castellazzo Bormida         | Gianluca Rolandone        |
| USD Castellazzo Bormida         | Giacomo Innocenti         |
| ASD NibionnOggiono              | Stefano Baldan            |
| U.S.D. Castellanzese 1921       | Andrea Rota               |
| USD Grumellese Calcio           | Gabriele Piantoni         |
| U.S. Fiorenzuola 1922 S.S. (en) | Nicola Mazzotti           |
| FC Casale ASD                   | Marco Garavelli           |
| Attaquant                       |                           |
| Virtus Bergamo 1909             | Ersid Pllumbaj            |
| S.C. Caronnese A.S.D. (en)      | Federico Corno            |
| U.S. Inveruno (en)              | Giulio Valente            |
| USD Castellazzo Bormida         | William Rosset            |
| AS Giana Erminio                | Asante Gullit Okyere (en) |
| USD Grumellese Calcio           | Riccardo Ravasi           |
| Staff                           | Nom                       |
| Sélectionneur                   | Arturo Merlo              |

| Padanie 2019               | Padanie 2019        |
| Club                       | Nom                 |
| -------------------------- | ------------------- |
| Gardien                    |                     |
| Borgosesia Calcio (en)     | Federico Del Frate  |
| Derthona FBC 1908          | Francesco Gaione    |
| Défenseur                  |                     |
| Sans club                  | Marius Stankevičius |
| SSD Pro Sesto              | Stefano Tignonsini  |
| ASD Adrense 1909           | Alessandro Moretti  |
| GS Arconatese              | Michele Bonfanti    |
| USD Grumellese             | Giorgio Belotti     |
| S.C. Caronnese S.S.D. (en) | Nicolò Pavan        |
| A.S.D. Varesina (en)       | Marco Taino         |
| Milieu de terrain          |                     |
| Brugherio                  | Andrea Rota         |
| Nuorese Calcio             | Gianluca Rolandone  |
| Busca Calcio 1920          | Marco Garavelli     |
| Vigor Carpaneto            | Dario Mastrototaro  |
| A.S.D. OltrepòVoghera (en) | Mattia Monopoli     |
| Attaquant                  |                     |
| Borgosesia Calcio (en)     | Riccardo Ravasi     |
| S.C. Caronnese S.S.D. (en) | Federico Corno      |
| U.S. Ciserano (en)         | Nicolò Colombo      |
| USD Grumellese             | Gabriele Piantoni   |
| Sans club                  | Stanislav Bahirov   |
| Staff                      | Nom                 |
| Sélectionneur              | Arturo Merlo        |

### Sélectionneurs
| N°     | Sélectionneur  | Période       | Matchs | Gagnés | Nuls | Perdus | Gagnés % |
| ------ | -------------- | ------------- | ------ | ------ | ---- | ------ | -------- |
| 1      | Leopold Siegel | 1998-2000     | 10     | 3      | 4    | 3      | 30       |
| 2      | Renzo Bossi    | 2007-2012     | 19     | 17     | 2    | 0      | 89.47    |
| 3      | John Motta     | 2014          | 5      | 2      | 2    | 1      | 40       |
| 4      | Arturo Merlo   | 2015-2024     | 27     | 15     | 6    | 6      | 55.55    |
| 5      | Matteo Teani   | 2025-en cours | 1      | 1      | 0    | 0      | 100      |
| Totals | Totals         | Totals        | 62     | 38     | 14   | 10     | 60.65    |

### Présidents de la Lega Federale Calcio Padania
| N°                          | Nom              | Période         |
| --------------------------- | ---------------- | --------------- |
| 1                           | Marco Camerotto  | 1998 - 2000     |
| Poste vacant de 2000 à 2007 |                  |                 |
| 2                           | Renzo Bossi (it) | 2007 - 2012     |
| 3                           | Ivan Orsi        | 2013 - 2015     |
| 4                           | Fabio Cerini     | 2015 - 2024     |
| 5                           | Alberto Rischio  | 2024 - en cours |

### Vice-Présidents
| N° | Nom             | Période         |
| -- | --------------- | --------------- |
| 4  | Alberto Rischio | 2015 - 2024     |
| 5  | Fabio Cerini    | 2024 - en cours |